# Philadelphia Spartans
Philadelphia Spartans was een Amerikaanse voetbalclub uit Philadelphia, Pennsylvania.
De club werd opgericht in 1967 en ging spelen in de nieuw opgerichte competitie van de NPSL. Na één seizoen werd de club ontbonden wegens lage opkomst, 5621 toeschouwers gemiddeld per wedstrijd. Een aantal spelers maakten de overstap naar de Cleveland Stokers voor het seizoen 1968.

## Bekende spelers
- Dietrich Albrecht
- John Best
- Walter Chyzowych
- Andy Cziotka
- Charles Horvath

## Seizoen per seizoen
| Jaar | League | W  | V | G | Ptn | Reg. Seizoen          | Playoffs            |
| ---- | ------ | -- | - | - | --- | --------------------- | ------------------- |
| 1967 | NPSL   | 14 | 9 | 9 | 157 | 2de, Eastern Division | Niet gekwalificeerd |